# عمود دلهي الحديدي

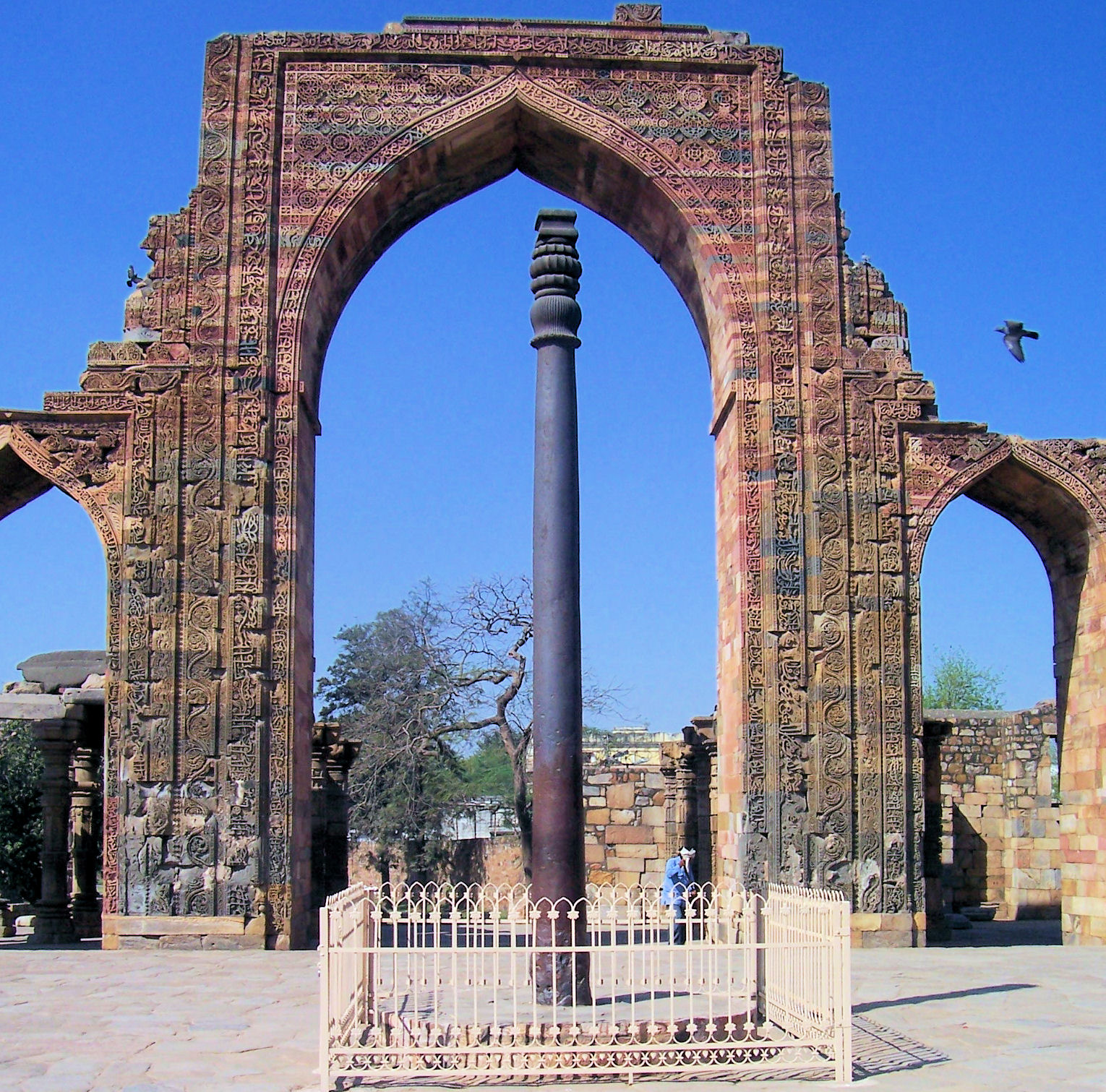
عمود دلهي الحديدي

عمود دلهي الحديدي هو عمود (أو سارية) منصوب في مجمع قطب منار في مدينة دلهي الهندية؛ وهو مصنوع من الحديد، ويبلغ طوله 7.21 م وقطره 41 سم؛ ويعود تاريخ إنشائه إلى عهد الحاكم شاندراجوبتا الثاني في الفترة ما بين سنتي 375-415 للميلاد.